# Pokharas internationella flygplats
Pokharas internationella flygplats (nepali: पोखरा अन्तर्राष्ट्रिय विमानस्थल) (ICAO: VNPR) är en internationell flygplats i 
Pokhara i Gandakiprovinsen i Nepal. Den ligger 3 kilometer öster om den gamla flygplatsen som kommer att avvecklas.
Flygplatsen, som invigdes den 1 januari 2023, beräknas betjäna en miljon passagerare per år.

## Olyckor och incidenter
Den 15 januari 2023 störtade Yeti Airlines Flight 691 under inflygning till Pokharas internationella flygplats. Planet, en ATR 72-500 med 72 personer ombord, störtade i flodbanken vid floden Seti Gandaki och bröt i brand. Samtliga ombordvarande omkom.